# Roy Geiger
Roy Stanley Geiger (ur. 25 stycznia 1885 w Middleburgu, zm. 23 stycznia 1947 w Bethesdzie) – amerykański generał z okresu II wojny światowej, który został pierwszym w historii żołnierzem Armii Stanów Zjednoczonych dowodzącym siłami Korpusu Piechoty Morskiej.
Geiger dowodził III Korpusem Desantowym w czasie bitwy o Okinawę, gdzie przejął dowództwo nad amerykańską 10 Armią po niespodziewanej śmierci generała Simona B. Bucknera. Geiger pozostawał na tym stanowisku do chwili zastąpienia przez generała Josepha Stilwella.

## Lata młodości
Geiger urodził się w Middleburg na Florydzie. Studiował na Stetson University, gdzie uzyskał bakalaureat z prawa. 2 listopada 1907 roku wstąpił do Korpusu Marines i został wysłany na szkolenie do Naval Station Norfolk. 2 czerwca 1908 roku uzyskał stopień kaprala. Po zdaniu wymaganych egzaminów i przejściu komisji lekarskiej 5 lutego 1909 został awansowany na stopień podporucznika.
Po odbyciu kursu w Szkole Oficerskiej Korpusu w Port Royal w Karolinie Południowej służył w oddziałach marines na pokładach „Wisconsin” i „Delaware”. W sierpniu 1912 roku został skierowany do Nikaragui, gdzie brał udział w ostrzale, ataku i zdobyciu wzgórz Coyotepe i Barranca. Następnie w latach 1913–1916 odbywał służbę na Filipinach oraz w oddziale marines stanowiącym ochronę Amerykańskiego Poselstwa w Pekinie.
W marcu 1916 roku Geiger został przeniesiony do Naval Air Station Pensacola, na kurs pilotażu. W czerwcu 1917 pomyślnie ukończył kurs i został pilotem lotnictwa morskiego.

## I wojna światowa i lata międzywojenne
Po odbyciu dalszych szkoleń został, w lipcu 1918, wysłany do Francji. Służył w 5 Grupie Royal Air Force w Dunkierce. Dowodził dywizjonem Marine Aviation Force, który wchodził w skład „Dziennego Skrzydła” Północnej Grupy Bombowców. Do Stanów Zjednoczonych wrócił w styczniu 1919. Za nienaganną służbę i prowadzenie wypraw bombowych przeciw nieprzyjacielowi został udekorowany Navy Cross.
Od grudnia 1919 do stycznia 1921 roku był dowódcą dywizjonu Marine Aviation Force, współdziałając z 1 Brygadą Tymczasową na Haiti. Po powrocie do Stanów Zjednoczonych podjął naukę w Szkole Sztabu Generalnego w Fort Leavenworth w Kansas, którą ukończył w czerwcu 1925 roku. Ponownie wrócił do służby zamorskiej, dowodząc 2 Dywizjonem Obserwacyjnym na Haiti.
W sierpniu 1927 powrócił do USA by pracować jako instruktor w szkole pilotażu Korpusu, a w maju 1928 roku został skierowany do służby w Sekcji Lotniczej Wydziału Operacji i Szkolenia w Kwaterze Głównej USMC. Po odbyciu kursu w US Army War College, który ukończył w czerwcu 1929, został przydzielony do Bazy Quantico, gdzie objął obowiązki dowódcy dywizjonów lotniczych Sił Ekspedycyjnych Wschodniego Wybrzeża, wkrótce jednak wrócił do Waszyngtonu, gdzie podjął służbę oficera odpowiedzialnego za Lotnictwo Korpusu Marines w Navy Department.
W czerwcu 1935 roku wrócił do Quantico jako dowódca Fleet Marine Force. W okresie od czerwca 1939 do marca 1941 roku studiował na Naval War College w Newport, w stanie Rhode Island. Potem służył jeszcze przez krótki czas w Biurze Attaché Morskiego w Londynie.

## II wojna światowa

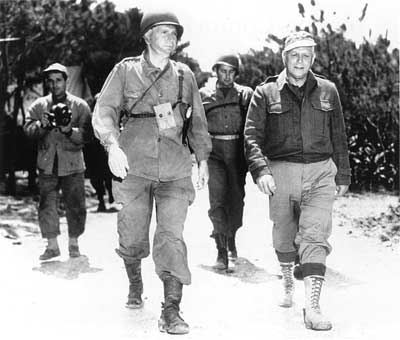
Generałowie Simon Bolivar Buckner Jr.(L) i Roy S. Geiger na Okinawie

W sierpniu 1941 otrzymał pierwszy stopień generalski i został dowódcą 1 Skrzydła Lotniczego Korpusu, na którym to stanowisku zastało go przystąpienie Stanów Zjednoczonych do wojny.

3 września 1942 roku znalazł się na Guadalcanalu jako dowódca „Cactus Air Force” we wczesnym stadium kampanii. Do 4 listopada 1942 dowodził połączonymi siłami lotnictwa Armii, Marynarki i Korpusu na wyspie. Za służbę na Guadalcanalu został udekorowany Złotą Gwiazdą do Navy Cross. W uzasadnieniu nadania odznaczenia czytamy między innymi: 
„Mimo nieustannego bombardowania przez lotnictwo, artylerię polową i okrętową nieprzyjaciela, połączone jednostki lotnictwa Armii, Marynarki i Korpusu Marines stacjonujące na Guadalcanalu pod dowództwem generała-majora Geigera zestrzeliły 268 japońskich samolotów w walkach powietrznych i spowodowały poważne straty... zatapiając sześć okrętów nieprzyjaciela, w tym jeden krążownik ciężki i prawdopodobnie trzy niszczyciele oraz uszkadzając 18 dalszych jednostek, w tym jeden krążownik ciężki i pięć lekkich.”
W maju 1943 roku został odwołany do Głównej Kwatery Korpusu i mianowany Dyrektorem ds. Lotnictwa. W listopadzie wrócił do linii, tym razem jako dowódca I Korpusu Amfibijnego, na czele którego stał od 9 do 15 listopada w czasie bitwy o Bougainville, za co otrzymał Navy Distinguished Service Medal.
Po przemianowaniu jednostki w III Korpus Ekspedycyjny Marines w kwietniu 1944 roku, dowodził tą jednostką podczas bojów o odbicie Guamu (lipiec-sierpień 1944), a następnie uderzeniu i przechwyceniu południowych Palau we wrześniu i październiku tegoż roku. Za udział w tych operacjach wynagrodzony został dwiema Złotymi Gwiazdami do Distinguished Service Medal.
Geiger dowodził także Korpusem, jako częścią składową 10 Armii podczas inwazji Okinawy. W lipcu 1945 roku zakończył pełnić obowiązki dowódcy Fleet Marine Force na Pacyfiku, jakkolwiek nominalnie utrzymał tę pozycję do czasu odwołania do Kwatery Głównej Korpusu w listopadzie 1946 roku.
Geiger został awansowany do stopnia czterogwiazdkowego generała pośmiertnie przez 80. Kongres z datowaniem na 23 stycznia 1947 roku. Generał Geiger został pochowany na Arlington National Cemetery.